# العلاقات الآيسلندية السيشلية
العلاقات الآيسلندية السيشلية هي العلاقات الثنائية التي تجمع بين آيسلندا وسيشل.

## مقارنة بين البلدين
هذه مقارنة عامة ومرجعية للدولتين:
| وجه المقارنة                                              | آيسلندا          | سيشل                                                |
| --------------------------------------------------------- | ---------------- | --------------------------------------------------- |
| المساحة (كم2)                                             | 103.00 ألف       | 459                                                 |
| عدد السكان (نسمة)                                         | 317.35 ألف       | 95.84 ألف                                           |
| الكثافة السكانية (ن./كم²)                                 | 3.08             | 20.88 ألف                                           |
| العاصمة                                                   | ريكيافيك         | فيكتوريا                                            |
| اللغة الرسمية                                             | اللغة الآيسلندية | لغة فرنسية، لغة إنجليزية، اللغة الكريولية السيشيلية |
| العملة                                                    | كرونة آيسلندية   | روبية سيشلية                                        |
| الناتج المحلي الإجمالي (بليون دولار)                      | 23.91 مليار      | 1.49 مليار                                          |
| الناتج المحلي الإجمالي (تعادل القوة الشرائية) بليون دولار | 15.79 مليار      | 2.54 مليار                                          |
| الناتج المحلي الإجمالي الاسمي للفرد دولار أمريكي          | 50.17 ألف        | 15.48 ألف                                           |
| الناتج المحلي الإجمالي للفرد دولار أمريكي                 | 46.55 ألف        | 26.42 ألف                                           |
| مؤشر التنمية البشرية                                      | 0.899            | 0.772                                               |
| رمز المكالمات الدولي                                      | +354             | +248                                                |
| رمز الإنترنت                                              | .is              | .sc                                                 |
| المنطقة الزمنية                                           | 00، أوروبا/لندن ‏ | ت ع م+04:00                                         |

## منظمات دولية مشتركة
يشترك البلدان في عضوية مجموعة من المنظمات الدولية، منها:
| علم المنظمة | اسم المنظمة                               | تاريخ انضمام آيسلندا | تاريخ انضمام سيشل |
| ----------- | ----------------------------------------- | -------------------- | ----------------- |
|             | يونسكو                                    | 8 يونيو 1964         | 18 أكتوبر 1976    |
|             | وكالة ضمان الاستثمار متعدد الأطراف        | 25 سبتمبر 1998       | 15 سبتمبر 1992    |
|             | الأمم المتحدة                             | 19 نوفمبر 1946       | 21 سبتمبر 1976    |
|             | الفريق المعني برصد الأرض                  | ?                    | ?                 |
|             | الاتحاد البريدي العالمي                   | ?                    | ?                 |
|             | البنك الدولي للإنشاء والتعمير             | 27 ديسمبر 1945       | 29 سبتمبر 1980    |
|             | الاتحاد الدولي للاتصالات                  | 1 أكتوبر 1906        | 17 سبتمبر 1999    |
|             | منظمة حظر الأسلحة الكيميائية              | ?                    | 29 أبريل 1997     |
|             | مؤسسة التمويل الدولية                     | 20 يوليو 1956        | 11 يونيو 1981     |
|             | المركز الدولي لتسوية المنازعات الاستشارية | 14 أكتوبر 1966       | 19 أبريل 1978     |
|             | منظمة الشرطة الجنائية الدولية             | ?                    | 1 سبتمبر 1977     |

## وصلات خارجية
- موقع وزارة الخارجية الآيسلندية
- موقع وزارة الخارجية السيشلية